# Asien-Meisterschaften im Bahnradsport 2021
Die Asien-Meisterschaften im Bahnradsport 2021 waren vom 13. bis 18. Juni 2021 im Saryarka Velodrome in der kasachischen Hauptstadt Nur-Sultan (seit 2022: Astana) geplant. Veranstalter wäre die Asian Cycling Confederation (ACC) gewesen.
Gleichzeitig sollten die 28. asiatischen Junioren-Meisterschaften sowie die 10. asiatischen Paracycling-Meisterschaften ausgerichtet werden. Wegen der COVID-19-Pandemie wurden die Meisterschaften abgesagt.